# Courtnee Draper
Courtnee Alyssa Draper (Orlando, 24 aprile 1985) è un'attrice statunitense.

## Biografia
Cournee Draper è nata al Naval Hospital, Orlando. All'età di cinque anni mentre viveva con sua madre a Okinawa, in Giappone, iniziò il suo interesse per il canto. Cominciò presto a cantare in luoghi pubblici, vincendo spesso ai karaoke. 
Il primo ruolo di rilievo lo ebbe nel film Il Duca recitando nella parte di Charlotte.

## Filmografia

### Cinema
- The Modern Adventures of Tom Sawyer, regia di Adam Weissman (1998)
- Il Duca (The Duke), regia di Philip Spink (1999)
- The Biggest Fan, regia di Michael Criscione e Michael Meyer (2002)
- Sleepover, regia di Joe Nussbaum (2004)

### Televisione
- Quell'uragano di papà (Home Improvement) – serie TV, episodio 8x09 (1998)
- Magic Jersey, regia di Kristoffer Tabori e Hank Saroyan – film TV (1998)
- Pacific Blue – serie TV, episodio 4x21 (1999)
- Il bambino venuto dal mare (The Thirteenth Year), regia di Duwayne Dunham – film TV (1999)
- La maglia magica (The Jersey) – serie TV, 56 episodi (1999-2004)
- Alieni in famiglia (Stepsister from Planet Weird), regia di Steve Boyum – film TV (2000)
- Beautiful (The Bold and the Beautiful) – soap opera, 87 puntate (2002)
- Buffy l'ammazzavampiri (Buffy the Vampire Slayer) – serie TV, episodio 7x10 (2002)
- Tru Calling – serie TV, episodio 1x16 (2004)
- The Days – serie TV, 6 episodi (2004)
- Veronica Mars – serie TV, episodio 1x09 (2004)
- Eyes – serie TV, episodio 1x04 (2005)
- CSI: Miami – serie TV, episodio 4x22 (2006)
- Campus Ladies – serie TV, episodio 2x07 (2007)
- Ghost Whisperer - Presenze (Ghost Whisperer) – serie TV, episodio 3x02 (2007)
- Bored to Death - Investigatore per noia (Bored to Death) – serie TV, episodio 1x02 (2009)

### Doppiatrice
- I sospiri del mio cuore, regia di Yoshifumi Kondô (film d'animazione) (1995)
- La ricompensa del gatto, regia di Hiroyuki Morita (film d'animazione) (2002)
- Kingdom Hearts II (Videogioco) (2005)
- Kingdom Hearts II: Final Mix+ (Videogioco) (2007)
- Surf's Up - I re delle onde, regia di Chris Buck e di Ash Brannon (film d'animazione) (2007)
- Ponyo sulla scogliera, regia di Hayao Miyazaki (film d'animazione) (2008)
- BioShock Infinite (Videogioco) (2013)
- Alien Rage (Videogioco) (2013)
- BioShock Infinite: Burial at Sea (Videogioco) (2014)
- Disney Infinity: Marvel Super Heroes (Videogioco) (2014)
- Final Fantasy Type-0 (Videogioco) (2015)
- Disney Infinity 3.0 (Videogioco) (2015)
- Day's Gone (videogioco) (2019)

### Cortometraggi
- Phyfutima, regia di Robert Beaucage (1998)
- Kidnap Madonna's Baby, regia di Michael Apostolina (2000)
- The Yard Sale, regia di Ray Kimsey (2002)
- The Immaculate Misconception, regia di Michael Geoghegan (2006)
- Booth Girls, regia di Adam Mallinger (2008)

## Doppiatrici italiane
Nelle versioni in italiano delle opere in cui ha recitato, Courtnee Draper è stata doppiata da:
- Sara Ferranti in Buffy l'ammazzavampiri
- Alessia Amendola in CSI: Miami

Da doppiatrice è stata sostituita da:
- Loretta Di Pisa in BioShock Infinite, BioShock Infinite: Burial at Sea
- Ludovica De Caro in Day's Gone